# Ichthyophis billitonensis
Espèce
Statut de conservation UICN

 DD  : Données insuffisantes
Ichthyophis billitonensis est une espèce de gymnophiones de la famille des Ichthyophiidae.

## Répartition

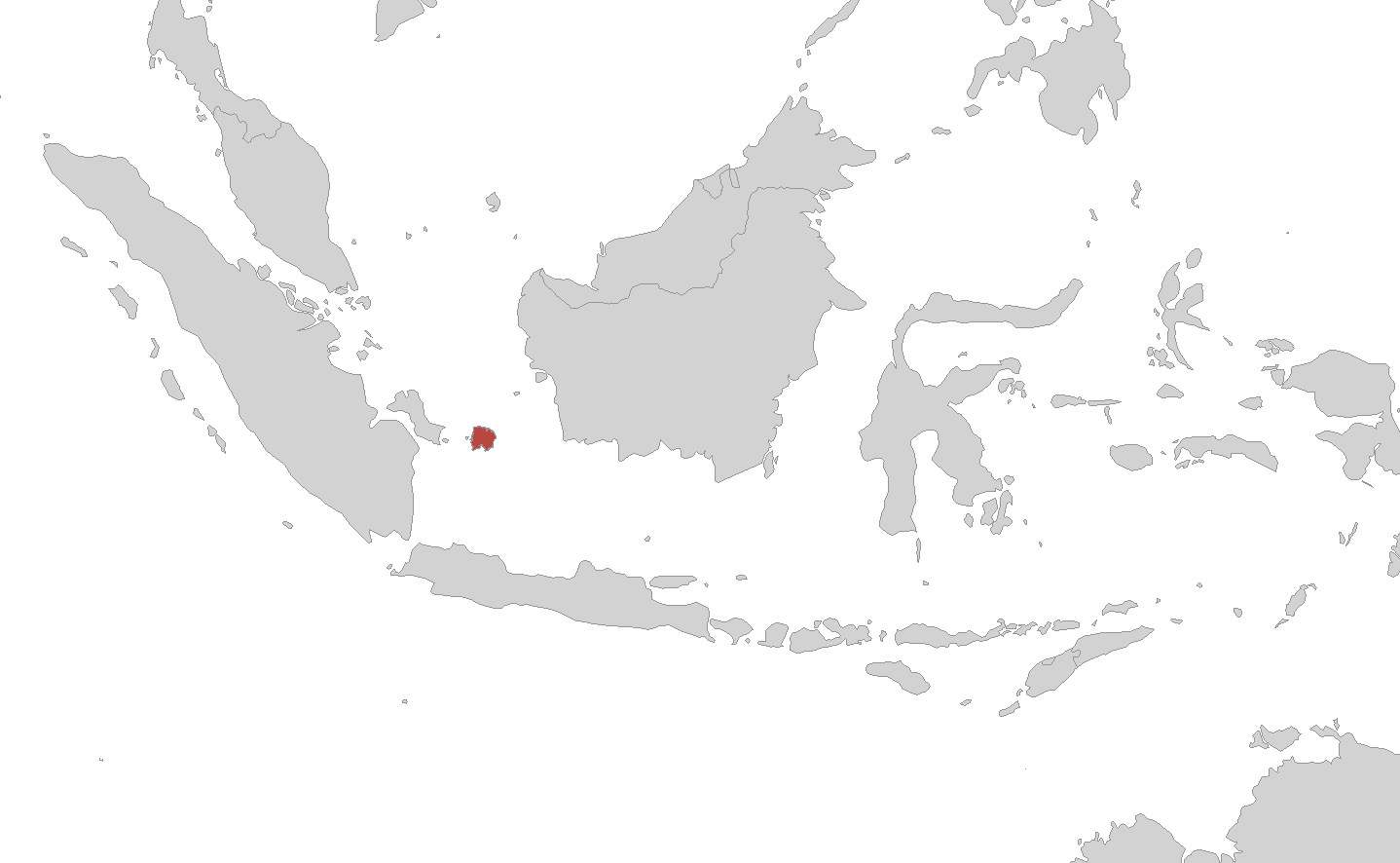
Ichthyophis billitonensis

Cette espèce est endémique de l'île de Belitung en Indonésie.

## Étymologie
Son nom d'espèce, composé de billiton et du suffixe latin -ensis, « qui vit dans, qui habite », lui a été donné en référence au lieu de sa découverte, l'île de Belitung.

## Publication originale
- Taylor, 1965 : New asiatic and african caecilians with redescriptions of certain other species. University of Kansas Science Bulletin, vol. 46, no 6, p. 253-302 (texte intégral).